# Sven Wägner
Sven Svensson Wägner, född 27 mars 1844 i Vä socken, Kristianstads län, död 9 juni 1916 i Helsingborgs stadsförsamling, var en svensk skolman och författare. Han var far till Elin Wägner och Harald Wägner.
Wägner blev student vid Lunds universitet 1869, filosofie doktor och docent i teoretisk filosofi där 1877 samt lektor i historia och filosofi vid Lunds högre allmänna läroverk 1886. Åren 1877–1887 var han föreståndare för Lunds privata elementarskola. Wägner var rektor vid Nyköpings högre allmänna läroverk 1887–1897 och vid Helsingborgs 1897–1909. Han utgav Det omedvetnas filosofi, kritisk redogörelse för hufvudpunkterna i Eduard von Hartmanns filosofiska system (1877), John Stuart Mills logiska system och dess kunskapsteoretiska förutsättningar (1879–1880), Skånska kommissionen af år 1669–1670 (1886) och Filosofiens historia i sammandrag I (1890, 1892).
Han var gift första gången 1881 med Anna Ekedahl (1853–1885), dotter till kyrkoherde Jonas Ekedahl och Matilda Sjögren, och andra gången 1888 med Augusta Ulfsparre af Broxvik (1859–1923). Barnen Elin (1882–1949) och Harald Wägner (1885–1925) föddes i första äktenskapet.